# بيتر كيس
بيتر كيس (بالمجرية: Kiss Péter)‏ هو رياضياتي مجري، ولد في 5 مارس 1937، وتوفي في 5 مارس 2002.